# Козій (пам'ятка природи)
Козі́й — комплексна пам'ятка природи місцевого значення в Україні. Об'єкт природно-заповідного фонду Львівської області. 
Розташована в межах Сколівський району Львівської області, неподалік від сіл Козьова і  Тисовець. 
Площа 216,7 га. Статус надано згідно з рішенням облради від 13.09.2016 року № 226. Перебуває у віданні Сколівського військового лісгоспу ДП «Івано-Франківський військовий лісгосп» (Коростівське (Тисовецьке) л-во, кв. 16, вид. 1, 3-5, 7, 8, 11-17, 23, 25, 28-31, 34, 36-38, кв. 19, вид.12-14, 17-19, 21-25, кв. 21, вид. 1-4, 8, 8.1, 8.2, 8.3, 8.4, 8.5). 
Статус надано для збереження унікальних ділянок старовікових букових лісів та фрагментів букових пралісів. Вік дерев 130—190 років, деякі екземпляри — до 250 років. 